# Aloe ibityensis
Aloe ibityensis é uma espécie de liliopsida do gênero Aloe, pertencente à família Asphodelaceae.